# Jack Lew
Jacob Joseph "Jack" Lew (Nova Iorque, 29 de agosto de 1955) é um administrador, advogado e político norte-americano foi o 76º Secretário do Tesouro dos Estados Unidos de 2013 até 2017, sob a presidência de Barack Obama. Anteriormente serviu como o 25º Chefe de Gabinete da Casa Branca de 2012 a 2013 também sob Obama, e também como Diretor do Escritório de Administração e Orçamento em duas ocasiões com os presidentes Bill Clinton e Obama.
Nascido em Nova Iorque, Lew conseguiu um bacharelado em artes na Universidade Harvard e um doutorado jurídico na Universidade de Georgetown. Ele começou sua carreira como assistente legislativo do representante Joe Moakley e depois como principal conselheiro político de Tip O'Neill, presidente da Câmara dos Representantes dos Estados Unidos. Lew então trabalhou como advogado em uma firma particular antes de trabalhar na Escritório de Administração e Orçamento de Boston. Começou a trabalhar em 1993 como assistente especial do presidente Bill Clinton. Em 1994 serviu como diretor associado de assustos legislativos e vice-diretor do Escritório de Administração e Orçamento, sendo em seguida promovido a diretor da agência. Depois de deixar o gabinete de Clinton, Lew trabalhou como vice-presidente executivo da Universidade de Nova Iorque de 2001 a 2006 e como diretor de operações do Citigroup entre 2006 e 2008.
Lew foi nomeado em fevereiro de 2013 como Secretário do Tesouro para substituir Timothy Geithner, que estava se aposentando. Sua nomeação foi aprovada e ele começou a servir durante todo o segundo mandato de Obama.
Foi embaixador dos Estados Unidos em Israel entre 2023 e 2025, substituindo Thomas Nides e sendo sucedido por Mike Huckabee.